# Fernando de Noronha (microregio)
Fernando de Noronha is een van de 19 microregio's van de Braziliaanse deelstaat Pernambuco. Zij ligt in de mesoregio Metropolitana do Recife en grenst aan geen enkele andere microregio omdat zij als archipel in de Atlantische Oceaan gelegen is. De microregio heeft een oppervlakte van ca. 17 km². In 2005 werd het inwoneraantal geschat op 2.051.
Eén gemeente behoort tot deze microregio:
- Fernando de Noronha

Mesoregio's: Agreste Pernambucano · Mata Pernambucana · Metropolitana do Recife · São Francisco Pernambucano · Sertão Pernambucano

Microregio's: Alto Capibaribe · Araripina · Brejo Pernambucano · Fernando de Noronha · Garanhuns · Itamaracá · Itaparica · Mata Meridional Pernambucana · Mata Setentrional Pernambucana · Médio Capibaribe · Pajeú · Petrolina · Recife · Salgueiro · Sertão do Moxotó · Suape · Vale do Ipanema · Vale do Ipojuca · Vitória de Santo Antão